# Kiểu dữ liệu trừu tượng
Trong khoa học máy tính, kiểu dữ liệu trừu tượng (tiếng Anh: abstract data type, viết tắt: ADT) là một mô hình toán học cho kiểu dữ liệu mà ở đó dữ liệu được định nghĩa theo hành vi (ngữ nghĩa) của nó từ góc độ người dùng dữ liệu đó, đặc biệt là về các giá trị có thể và hoạt động có thể của dữ liệu loại này chứ không phải là về hành vi của những hoạt động này. Điều này trái ngược với cấu trúc dữ liệu, là những đại diện cụ thể của dữ liệu từ góc độ người hiện thực chứ không phải người dùng.